# 2-アミノインダン
2-アミノインダン(2-Aminoindane、2-AI)は、精神刺激薬の性質を持つ向精神薬、研究用試薬である。アンフェタミンのアナログであり、ラットの識別テストでは、一部代わりに用いられている。
日本では2007年より、薬事法の指定薬物に指定されている。

## 誘導体
2-アミノインダン及びその位置異性体である1-アミノインダンには、多くの誘導体がある。例えば以下のようなものがある。
- 5-ヨード-2-アミノインダン(5-IAI)
- アプリンジン
- エチルトリフルオロメチルアミノインダン(ETAI)
- インダノレクス
- インダンタドール
- ジムスカリン
- ラドスチギル
- 5,6-メチレンジオキシ-2-アミノインダン(MDAI)
- 5,6-メチレンジオキシ-N-メチル-2-アミノインダン(MDMAI)
- 5-メトキシ-6-メチル-2-アミノインダン(MMAI)
- PNU-99,194
- ラサギリン
- トリフルオロメチルアミノインダン(TAI)